# Ceropachylus
Ceropachylus es un género de arácnido  del orden Opiliones de la familia Gonyleptidae.

## Especies
Las especies de este género son:
- Ceropachylus areolatus
- Ceropachylus frizzellae
- Ceropachylus singularis